# Kamiel Bonneu
Kamiel Bonneu (Hamont-Achel, 1 augustus 1999) is een Belgische wielrenner die vanaf 2025 als beroepsrenner voor Intermarché-Wanty uitkomt. In zijn debuutseizoen bij de beroepsrenners behaalde Bonneu meteen diverse top 10 klasseringen. 

## Overwinningen
2015
Provinciaal kampioenschap wielrennen op de weg Limburg (nieuwelingen)
2017
3e etappe b Ster der Vlaamse Ardennen (junioren)
GP Ernest Beco (junioren)
2022
3e etappe Ronde van Tsjechië
3e etappe Ronde van Groot-Brittannië
2024
3e etappe Arctic Race of Norway

## Resultaten in voornaamste wedstrijden
|      | \| Jaar \| Amstel Gold Race \| Luik-Bast.‑Luik \| Waalse Pijl \| \| ---- \| ---------------- \| --------------- \| ----------- \| \| 2022 \| \| opgave \| 27e \| \| 2023 \| 43e \| 111e \| \| \| 2024 \| 31e \| opgave \| \| \| 2025 \| 79e \| opgave \| 78e \| |                 |             |
| Jaar | Amstel Gold Race | Luik-Bast.‑Luik | Waalse Pijl |
| 2022 | | opgave          | 27e         |
| 2023 | 43e | 111e            |             |
| 2024 | 31e | opgave          |             |
| 2025 | 79e | opgave          | 78e         |

## Ploegen
- 2022 –  Topsport Vlaanderen-Baloise
- 2023 –  Team Flanders-Baloise
- 2024 –  Team Flanders-Baloise
- 2025 –  Intermarché-Wanty

Apers · Berckmoes · Bonneu · Braet · Colman · 
De Pestel · De Vylder · De Wilde · Dens · 
Fretin · Ghys · Herregodts · Hesters · Marit · Mertens · Reynders · Van Poucke · Van Rooy · Vanhoof · Verwilst · Weemaes
Apers · Berckmoes · Bonneu · Braet · Claeys · Clynhens · Colman · De Pestel · De Vylder · De Wilde · Dens · Fretin · Gerits · Hesters · Maris · Van Hemelen · Van Poucke · Vandenbranden · Vanhoof · Verwilst
Bonneu · Claeys · Clynhens · Colman · Craps · De Vylder · De Wilde · Dejaegher · Dens · Deweirdt · Gerits · Hesters · Maris · Van Hemelen · Van Poucke · Vandenbranden · Vandenstorme · Vandevelde · Vanhoof · Vercouillie